# Доамна (Њамц)
Доамна (рум. Doamna) насеље је у Румунији у округу Њамц у општини Пиатра-Њамц. Oпштина се налази на надморској висини од 401 m.

## Становништво
Према подацима из 2002. године у насељу је живело 177 становника, од којих су сви румунске националности.